# Penhalonga
Penhalonga é uma vila da província de Manicaland, no Zimbabwe localizada 18 km  ao norte de Mutare no vale onde os rios Sambi e Imbeza encontram o Rio Mutare. De acordo com o censo populacional de 1982, a vila tem uma população de 4.477 habitantes. Há muitos exploradores de ouro trabalhando nesta área. Em 1895 abriu-se a Mina Penhalonga e a vila cresceu junto com a mina de ouro. A mina fechou em 1943 e em 1899 uma nova mina de ouro, Rezende Mine abriu.